# استیو دیویس (بازیکن فوتبال، زاده ۱۹۸۷)
استیو دیویس (انگلیسی: Steve Davies؛ زادهٔ ۲۹ دسامبر ۱۹۸۷) بازیکن فوتبال اهل بریتانیا است.
از باشگاه‌هایی که در آن بازی کرده‌است می‌توان به باشگاه فوتبال دربی کانتی، باشگاه فوتبال ترانمره راورز، باشگاه فوتبال شفیلد یونایتد، باشگاه فوتبال بلکپول، باشگاه فوتبال بریستول سیتی، و باشگاه فوتبال برادفورد سیتی اشاره کرد.